# Ducunt volentem fata, nolentem trahunt
Ducunt volentem fata, nolentem trahunt (лат. изговор: дукунт волентем фата, нолентем трахунт). Судбина води оног који хоће, а вуче оног који неће. (Сенека)

## Тумачење
Судбина је врховна сила. Њој се не супротставља. Онога који јој се супротставља и не признаје да постоји, судбина одвуче са собом, а оном који је признаје, само оставља илузију да је одведен уз његову сагласност.